# ヘレナ (モンタナ州)

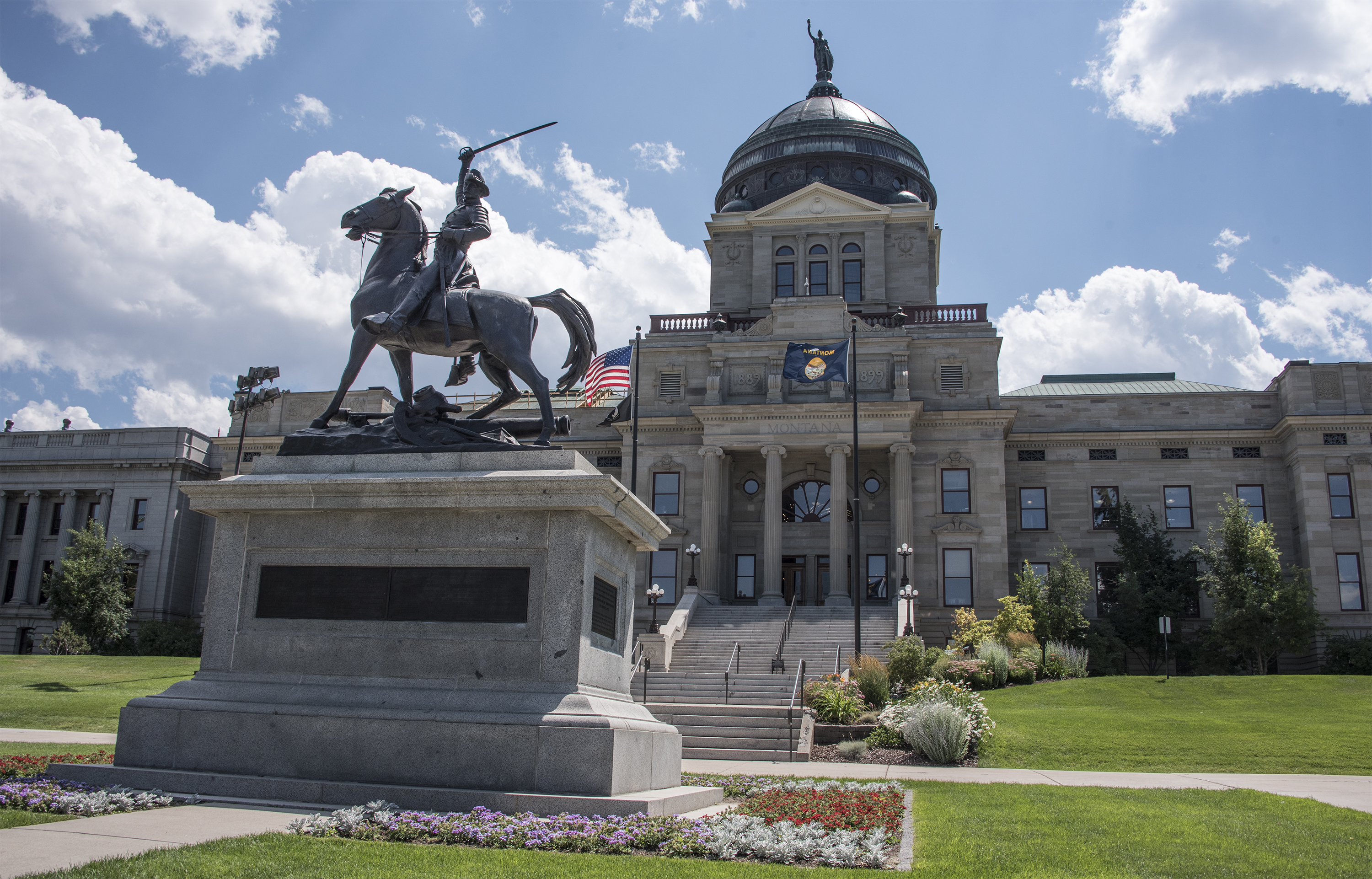
モンタナ州会議事堂

ヘレナ（英: Helena）は、アメリカ合衆国モンタナ州の州都。州西部、ロッキー山脈山中にある。人口は3万2091人（2020年）。ルイスアンドクラーク郡の郡庁が立地している。

## 概要
アメリカ西部の多くの都市同様、ヘレナもまた、19世紀後半のゴールドラッシュによって人が集まってできた町である。1864年にジョージア州などから西部へとやってきた4人組によって砂金が発見され、町が建設された。別名を Queen City という。
都市圏人口は8万3058人（2020年）である。

## 地理

ルイスアンドクラーク郡内の位置

ヘレナは、北緯46度35分45秒 西経112度1分37秒 / 北緯46.59583度 西経112.02694度(46.595805, -112.027031)に位置している。標高は1,218メートル。
アメリカ合衆国統計局によると、ヘレナ市は総面積36.3 km2 (14.0 mi2) である。市の全域が陸地であり、水地域はない。

## 気候
ヘレナは高緯度にあり、かつ内陸で標高が高いため、夏は冷涼で、冬は非常に寒い。またロッキー山脈の東麓であり、偏西風の風下になるため、1年の大半は降水量が少ない。ケッペンの気候区分では乾燥帯のステップ気候に属するが、気温では亜寒帯である。

## 歴史
1864年10月30日に「4人のジョージア人」と呼ばれる4人組によって「ラスト・チャンス・クリーク」(Last Chance Creek)で砂金が発見され、ヘレナの町は創設された。ヘレナのメインストリートは「ラスト・チャンス・ガルク」(Last Chance Gulch) と呼ばれ、ダウンタウンの歴史地区を曲がりくねりながら、もとの川筋に沿って通っている。
町ははじめ「4人のジョージア人」のひとり、ジョン・クラブの名を取って「クラブタウン」と名付けられた。しかし、砂金目当てに次々と人がやってくると、町名変更の機運が高まった。そこでジョン・サマービルは生まれ故郷であるミネソタ州セント・ヘレナ (St. Helena) の名をつけることを提案した。しかし多くの砂金採掘夫たちには hel-E-na のアクセントが気に入らず、これを「地獄」を意味する hell にかけて HEL-e-naと発音していた。「地獄」の「ヘル」とは当然「聖」の「セント」とは相容れないため、「セント」が落ちて「ヘレナ」のみが残って町の名前となった。
1888年までには、およそ50人の億万長者がヘレナの町に住んでいた。この頃人口当たりの億万長者の数は世界一であった。ラスト・チャンス・ガルクからは現在の36億米ドル相当の砂金が20年以上にわたって採掘された。ラスト・チャンス砂金採掘場はアメリカ西部で最も有名な採掘場であった。
現在では、当時の採掘場跡の多くは地下に埋もれている。

### 4人のジョージア人
「4人のジョージア人」と呼ばれる、ジョン・コーワン、D.J. ミラー、ジョン・クラブ、ロバート・スタンレーの4人組は、実際はコーワンのみがジョージア州出身であり、ミラーはアラバマ州、クラブはアイオワ州、スタンレーはイギリスと皆出身地が異なる。しかし砂金採掘において「ジョージア・スタイル」を取っていたため、このように呼ばれていたものと考えられている。
「4人のジョージア人」には異説もある。ジョージア州のある系譜学者は、前述のジョン・コーワン、コーワンの甥フランク・コーワン、ヘンリー・ハスク、ビル・パーマーで、4人ともジョージア州出身で互いに知り合いである、という説を立てている。コーワンが両方の説に含まれていることから、7人でヘレナのラスト・チャンス砂金採掘場で採掘を行っていた可能性もある。

## 情報通信

### マスメディア

#### 新聞社
ヘレナの地元新聞紙は『インディペンデント・レコード』(Independent Record) という。日刊および日曜版、1日約14,000部を刊行している。また、『クイーン・シティ・ニュース』 (Queen City News) という、ヘレナ市の別名を冠した無料の週刊新聞もある。

## 交通

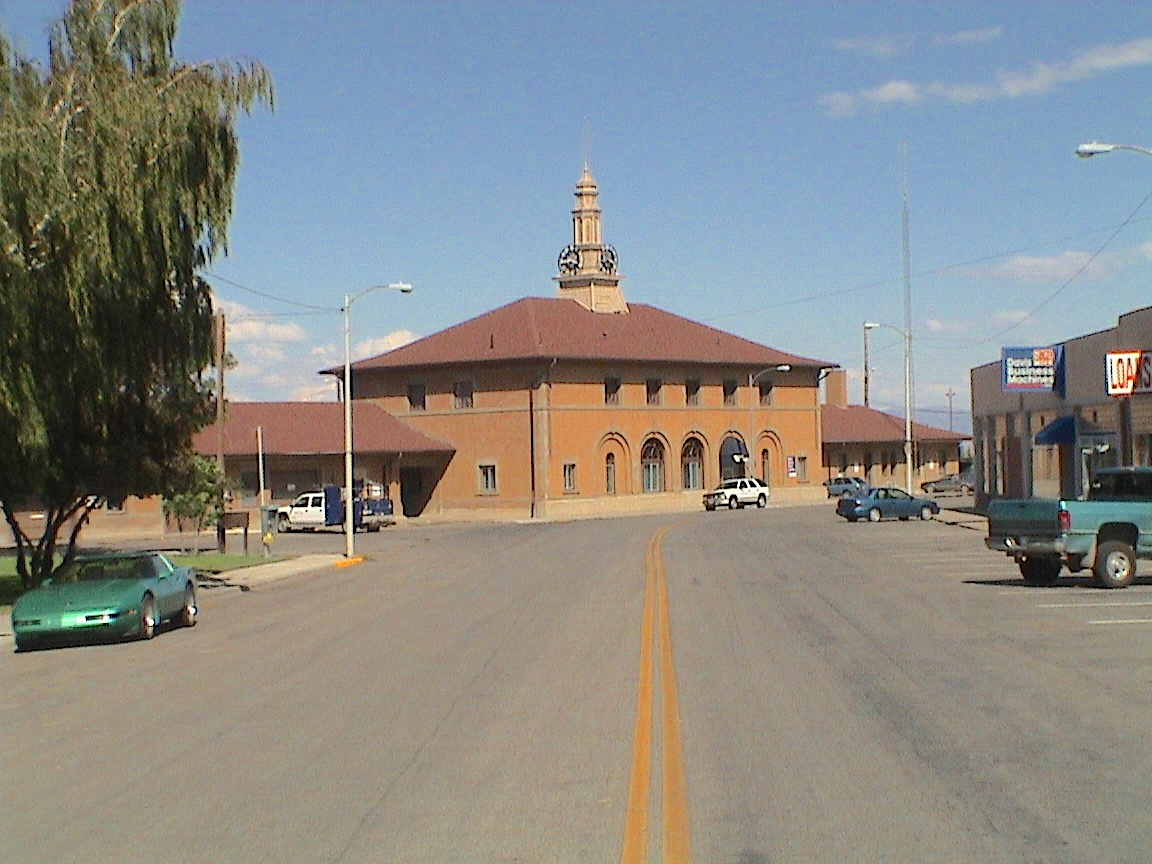
セントヘレナアベニュー

### 空港
市の玄関口となっている空港はダウンタウンの北東約3kmに位置するヘレナ地域空港である。ソルトレイクシティ国際空港やミネアポリス・セントポール国際空港からの便がある。

### 道路
市内を州間高速道路15号線が通っている。北はグレートフォールズを通り、カナダ国境を越えてカルガリー・エドモントンへと通ずる。南はソルトレイクシティ・ラスベガス・サンディエゴへと通じている。

### 鉄道
アムトラックはモンタナ州北部を通るため、ヘレナには駅はない。また、グレイハウンドの便もなく、同社と提携しているリムロック・トレイルウェイズのバスが州内各都市へと通じている。

## 観光

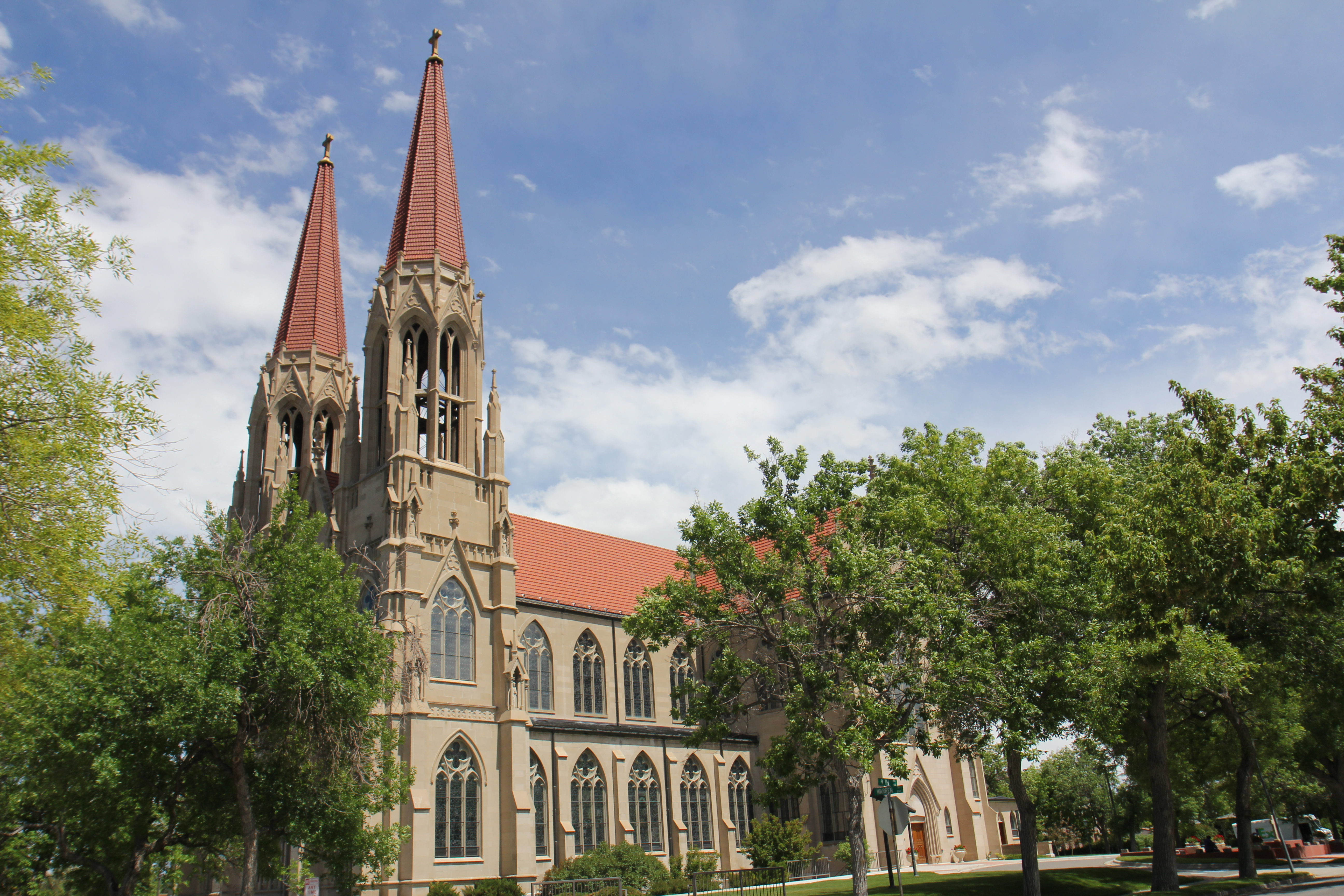
セントヘレナ大聖堂

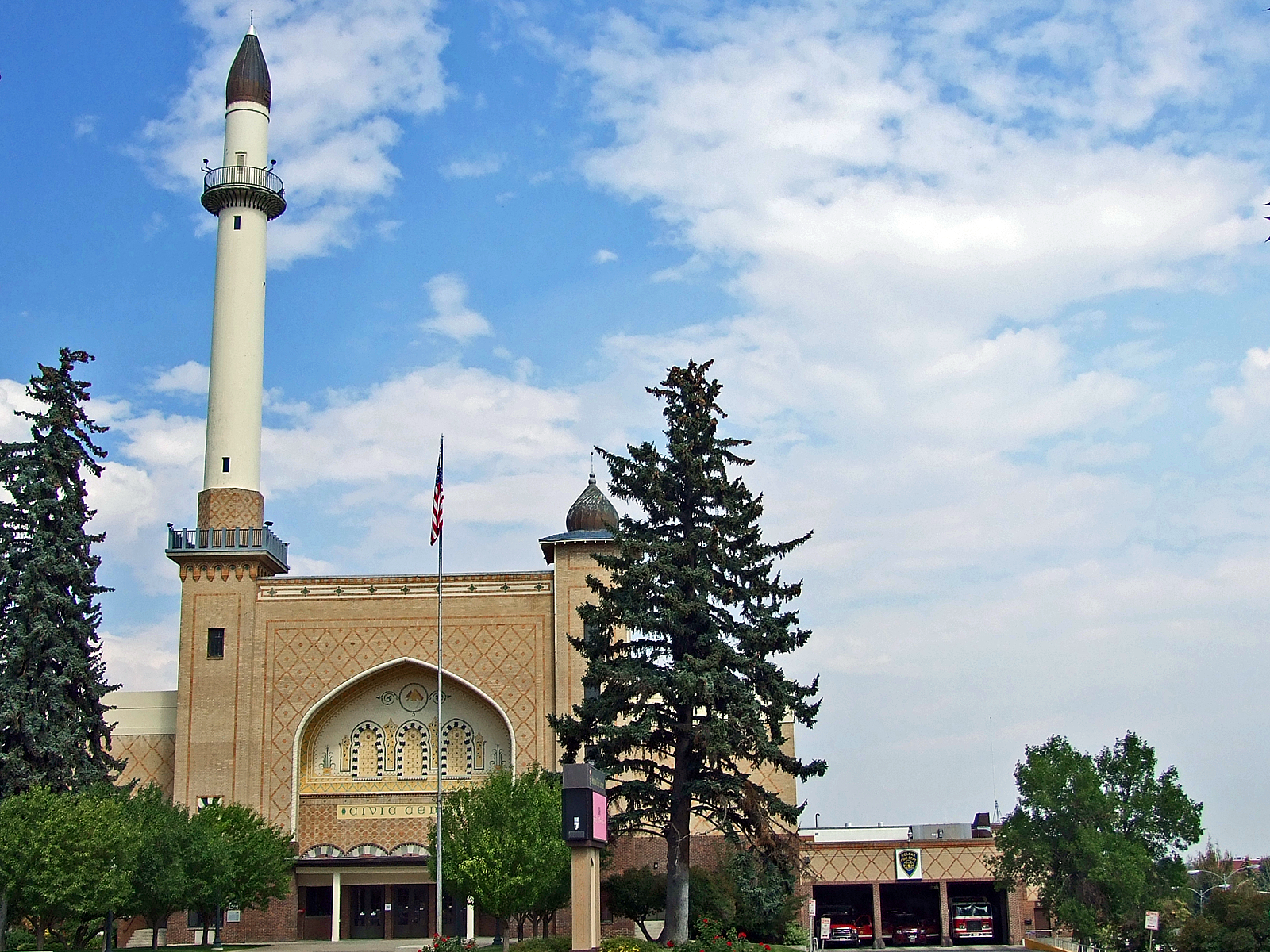
旧アルジェリア神殿

### 観光スポット
ヘレナにはゴールド・ラッシュ時代の歴史的な建築物が多く、重要な観光資源となっている。また、周辺にはロッキー山脈の大自然や原野が広がっている。
- モンタナ州会議事堂
- タワー・ヒル (Tower Hill)
- シビック・センター (Civic Center)
- セントヘレナ大聖堂 (Cathedral of Saint Helena)
- モンタナ歴史社会博物館 (Montana Historical Society Museum)
- ラスト・チャンス・ツアートレイン (Last Chance Tour Train) - 上記博物館前から出発し、ダウンタウンの歴史地区をめぐるガイド付きのツアー
- アメリカ大陸分水嶺
- ヘレナ山市立公園 (Mt. Helena City Park) - 高さ5,460フィート（1,664m）
- スプリング・メドウ湖州立公園 (Spring Meadow Lake State Park)
- ヘレナ湖 (Lake Helena)
- ヘレナ国有林 (Helena National Forest)
- ビッグベルト山地 (The Big Belt Mountains)
- ゲート・オブ・マウンテンズ・ウィルダネス (The Gates of the Mountains Wilderness)
- ミズーリ川 (The Missouri River)
- キャニオン・フェリー湖 (Canyon Ferry Lake)
- エルクホーン山地（The Elkhorn Mountains)
- グレート・ディバイド・スキーエリア (Great Divide Ski Area) - ヘレナ北西郊のゴーストタウン、マリスビル (Marysville) の近くにある。乾燥しているため州の他地域と比べて雪が少ないので、しばしば「The Rock」と呼ばれる。

## 人口
2000年国勢調査で、ヘレナ市は人口25,780人、世帯数11,541、6,474家族が暮らしている。人口密度は710.5人/km2 (1,840.7人/mi2) である。334.4軒/km2 (866.3軒/mi2) の密度で12,133軒の住宅が建っている。
同市の人口構成を人種別に見ると白人94.78%、アフリカン・アメリカン0.23%、ネイティブ・アメリカン2.10%、アジア人0.78%、太平洋諸島系0.07%、その他の人種0.38%、及び混血1.66%である。人口の1.67%はヒスパニックまたはラテン系である。
同市の11,541世帯のうち、18歳未満の子供がいる世帯は27.1%、結婚・同居している世帯は42.5%、未婚・離婚女性が世帯主である世帯は10.4%、非家族世帯は43.9%である。単身世帯は37.5%、65歳以上の老人1人暮らしの世帯は11.3%である。世帯の平均構成人数は2.14人、家族の平均構成人数は2.83人である。
同市の人口構成を年齢別に見ると18歳未満22.4%、18-24歳11.1%、25-44歳26.6%、45-64歳26.0%、65歳以上13.9%となっている。年齢の中央値は39歳である。性比は女性100人あたり男性91.0人である。18歳以上では女性100人あたり男性は87.6人である。
同市の世帯の収入の中央値は34,416米ドルであり、家族の収入の中央値は50,018米ドルである。収入の中央値を性別で見ると男性34,357米ドルに対して女性は25,821米ドルである。同市の1人当たり収入 (per capita income) は20,020米ドルである。人口の14.5%及び家族の9.3%の収入は貧困線以下である。18歳未満の16.4%及び65歳以上の8.3%は貧困線以下の生活を送っている。

## 出身者
- ゲイリー・クーパー - 俳優
- ダーク・ベネディクト - 俳優
- マーナ・ロイ - 女優
- パトリシア・ベルチャー - 女優
- ニコレット・ラーソン - 歌手
- アイザック・ブロック - ロックバンド「モデスト・マウス」ボーカル・ギター
- ショーン・オマリー - 総合格闘家